# Стрибки у воду на Європейських іграх 2023 — синхронний трамплін, 3 метри (жінки)
Змагання зі синхронних стрибків у воду з трампліна серед жінок на Європейських іграх 2023 відбулись 26 червня.

## Результати
| Місце | Країна          | Спортсмени                       | Бали  | Бали  | Бали  | Бали  | Бали  | Бали    |
| Місце | Країна          | Спортсмени                       | T1    | T2    | T3    | T4    | T5    | Загалом |
| ----- | --------------- | -------------------------------- | ----- | ----- | ----- | ----- | ----- | ------- |
| 1     | Велика Британія | Дешерн Бент-Ашмейл Емі Роллінсон | 36.00 | 43.20 | 65.70 | 67.50 | 67.50 | 279.90  |
| 2     | Німеччина       | Лена Гентшель Яна Ротер          | 44.40 | 40.80 | 59.40 | 65.70 | 66.03 | 276.33  |
| 3     | Італія          | Елена Бертоккі К'яра Пеллакані   | 46.20 | 47.40 | 63.00 | 58.59 | 58.50 | 273.69  |
| 4     | Нідерланди      | Інге Янсен Селін ван Дойн        | 43.20 | 42.60 | 63.90 | 61.20 | 61.20 | 272.10  |
| 5     | Швеція          | Емілія Нільссон Елна Відерстром  | 46.20 | 47.40 | 56.70 | 54.00 | 55.89 | 260.19  |
| 6     | Норвегія        | Каролін Купка Гелле Туксен       | 40.20 | 42.60 | 57.12 | 43.20 | 53.46 | 236.58  |
| 7     | Угорщина        | Естер Ковач Естілла Мосена       | 40.80 | 39.60 | 47.52 | 39.69 | 50.40 | 218.01  |
| 8     | Литва           | Віта Слаюте Урта Валейсайте      | 38.40 | 40.80 | 46.80 | 44.55 | 43.92 | 214.47  |